# كلمية
الكلمية (الاسم العلمي:Kalmia) هي جنس من النباتات يتبع الفصيلة الخلنجية من رتبة الخلنجيات. سمي تكريماً لبيتر كالم (1715-1779)، عالم نبات سويدي وتلميذ لينيوس وجامع نباتات في شرق أمريكا الشمالية.

## معرض صور

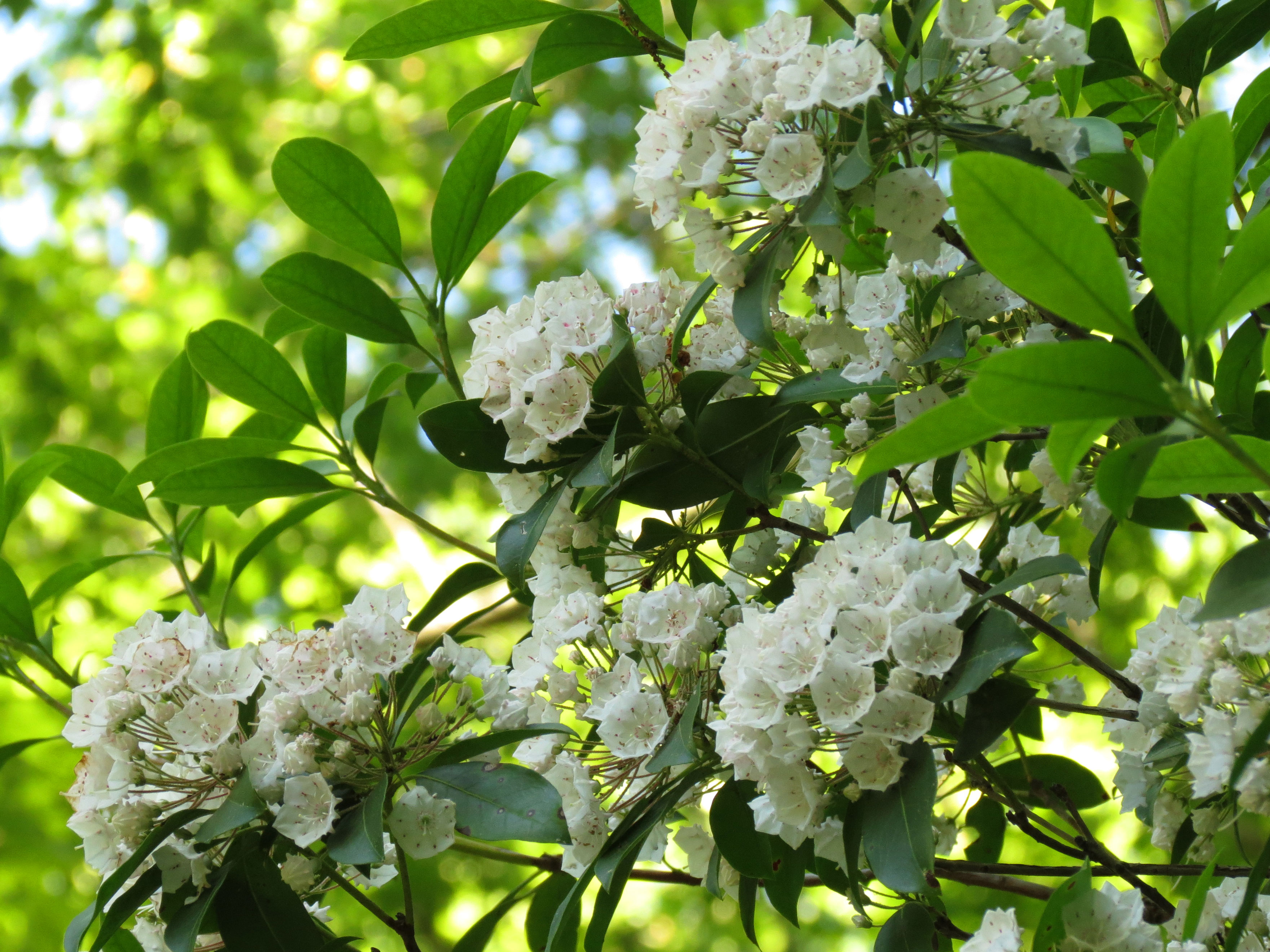
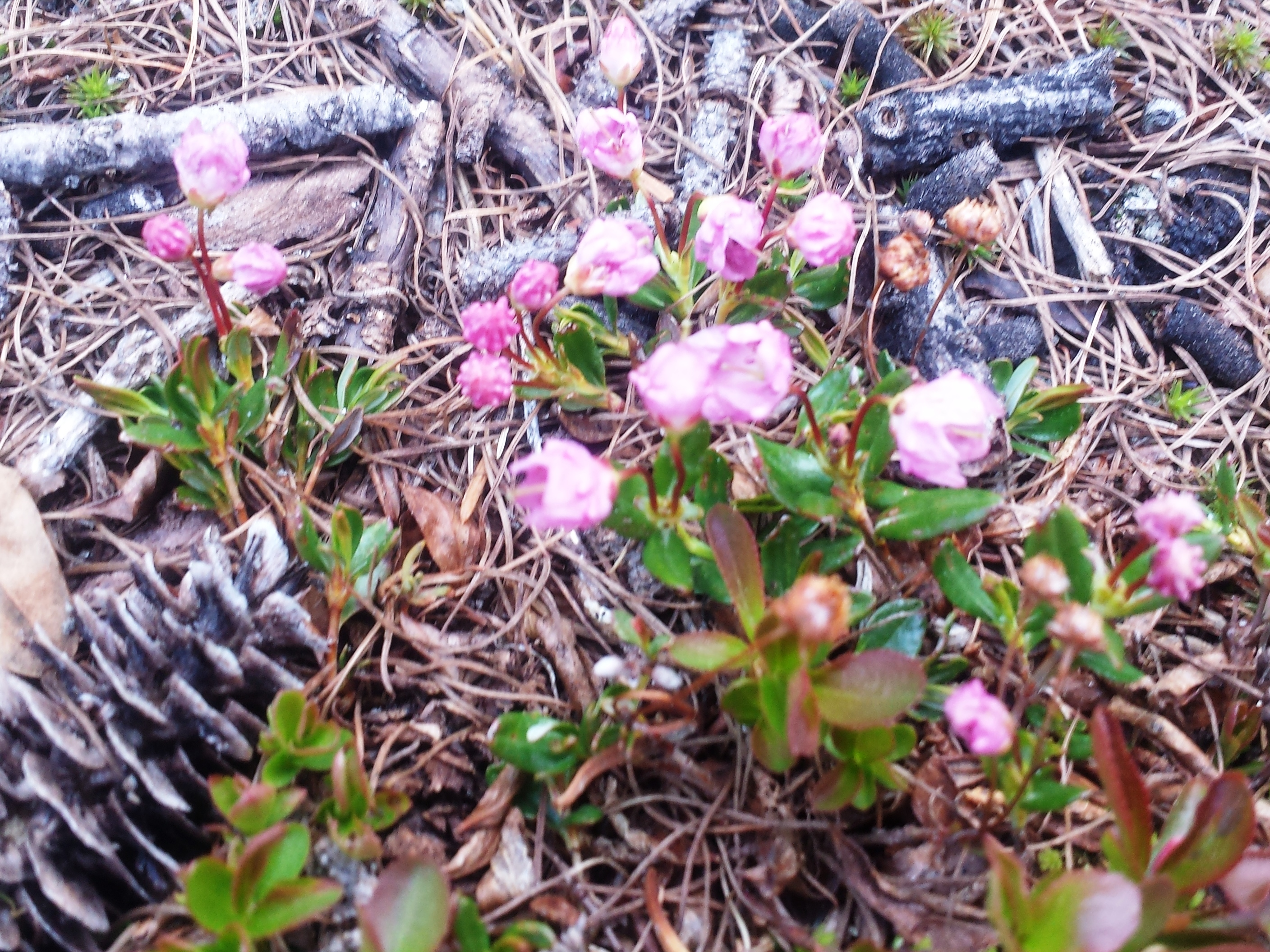
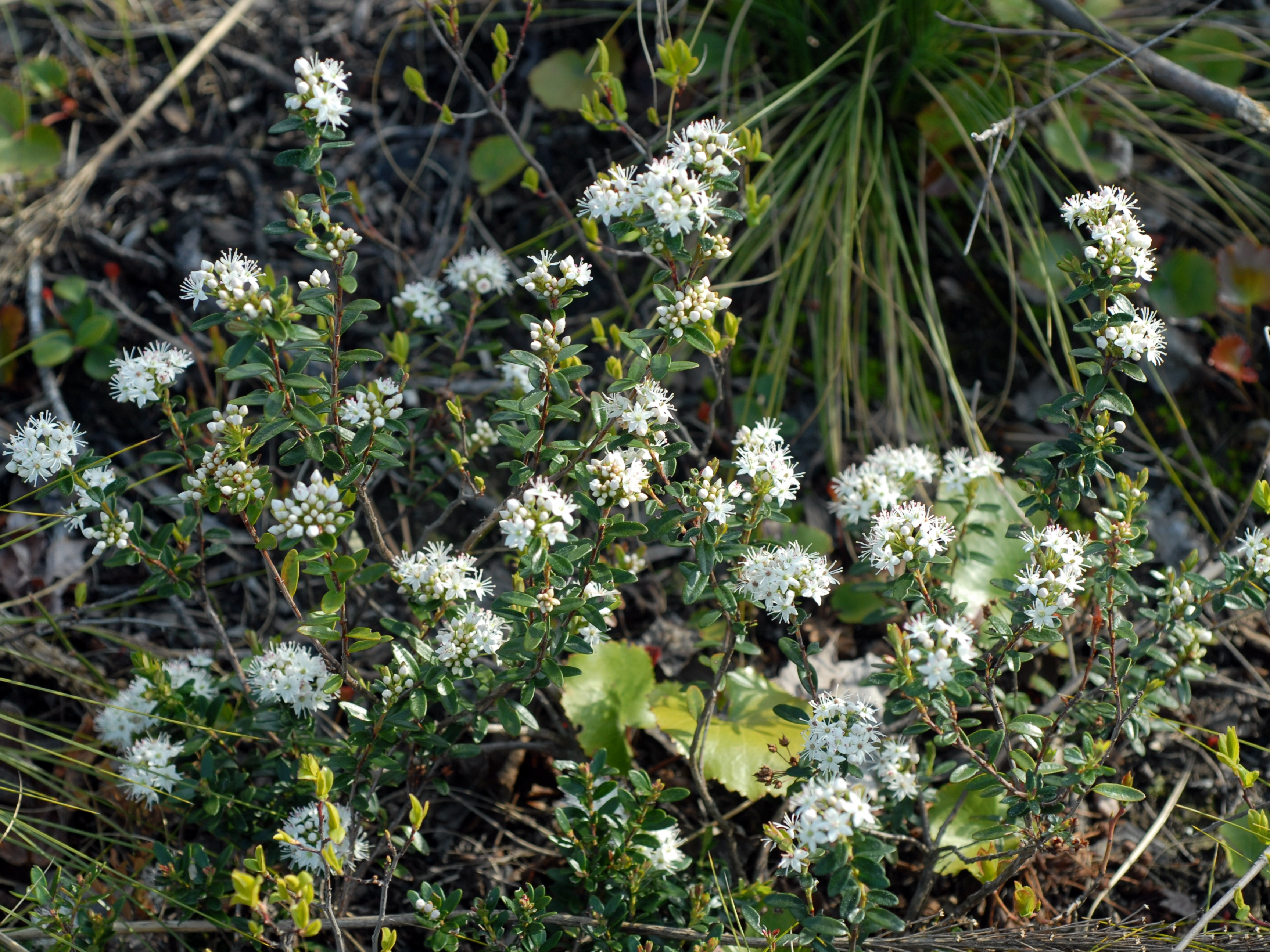
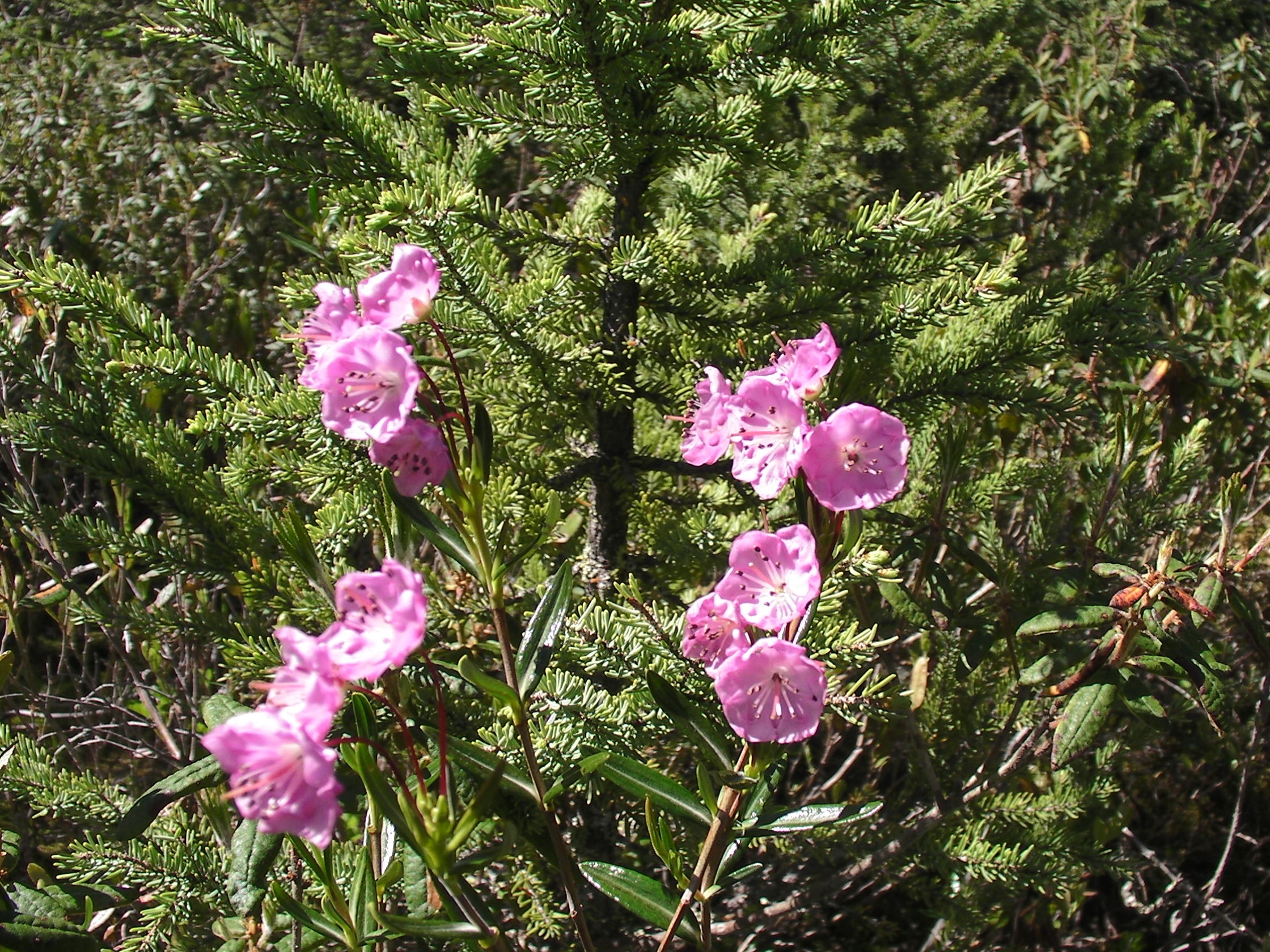
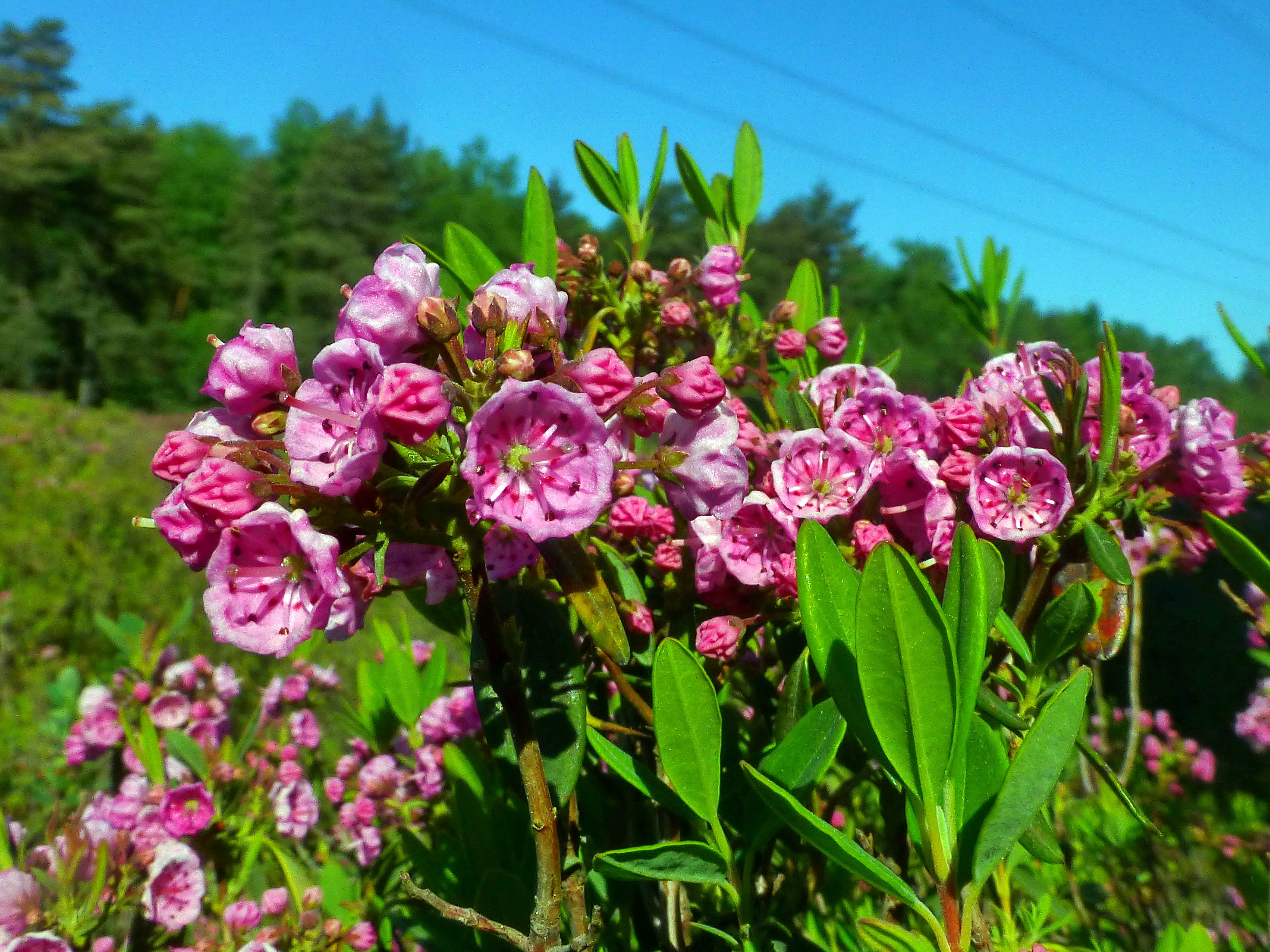

## أنواع الكلمية
- كلمية رفيعة الأوراق
- كلمية شمشادية الأوراق
- كلمية كارولينية
- كلمية إسفينية
- كلمية خلنجانية
- كلمية هلباء
- كلمية عريضة الأوراق
- كلمية صغيرة الأوراق
- كلمية مهدبة
- كلمية صدئة
- كلمية خضراء مغبرة
- كلمية متوسطة
- كلمية سنانية
- كلمية آسية الأوراق
- كلمية لامعة
- كلمية زيتونية الأوراق
- كلمية متأخرة
- كلمية بيضاء الأوراق
- كلمية زائفة
- كلمية حصالبانية